# Ahold Delhaize
Koninklijke Ahold Delhaize N.V., kurz Ahold Delhaize, ist die Muttergesellschaft eines internationalen Lebensmittel-Handelskonzerns, der im Juli 2016 durch den Zusammenschluss der niederländischen Gruppe Koninklijke Ahold mit der kleineren belgischen Delhaize Group entstand. Ahold Delhaize gehört zu den größten Lebensmitteleinzelhändlern der Welt. Der Jahresumsatz 2022 betrug 87 Milliarden Euro, bei einer Mitarbeiterzahl von 414.000.

## Geschichte
Nachdem ein erster Anlauf zur Fusion im Jahr 2006 gescheitert war, gaben Ahold und Delhaize im Sommer 2015 ihre Einigung auf den Zusammenschluss bekannt. Mit ein Beweggrund waren die Expansionsbestrebungen der konkurrierenden deutschen Discounter Aldi und Lidl in den Vereinigten Staaten. Für die Vereinigung zahlte Ahold rund 25 Milliarden Euro an Delhaize. Die Unterzeichnung des Fusionsvertrags erfolgte nach Zustimmung der Aktionäre und Wettbewerbsbehörden am 23. Juli 2016 mit Wirkung zum 24. Juli 2016, erster Geschäftstag und erster Handelstag der Aktie an der Börse war der darauffolgende Montag, 25. Juli 2016.

## Struktur, Kennzahlen, Marktposition
Die Aktiengesellschaft hat ihren Sitz im Amsterdamer Vorort Zaandam in den Niederlanden. Die Aktie ist am Euronext-Börsenplatz Amsterdam im AEX-Index und am Börsenplatz Brüssel im Index BEL20 notiert. Ahold hält 61 % der Anteile an der Gesellschaft. Der bisherige Ahold-Chef Dick Boer ist CEO, der bisherige Delhaize-Chef Frans Muller sein Stellvertreter. Das Unternehmen betreibt unter 22 regionalen Vertriebslinien in zehn europäischen Ländern sowie an der Ostküste der Vereinigten Staaten und über ein Gemeinschaftsunternehmen mit der Salim Group auch in Indonesien insgesamt über 6.500 Läden und beschäftigt 375.000 Arbeitnehmer.
Der Konzern erzielte 2020 einen Umsatz von 74,6 Milliarden Euro. Fast zwei Drittel seines Umsatzes erwirtschaftet der Konzern, wie bisher beide Ursprungsunternehmen, in seinen mehr als 2000 Supermärkten in den Ostküstenstaaten der Vereinigten Staaten. Er ist der viertgrößte Lebensmittelfilialist Europas, von den börsennotierten der größte vor Tesco und Carrefour. In den USA liegt Ahold Delhaize hinter Walmart, Kroger und Albertsons/Safeway ebenfalls auf Rang vier mit etwa 5 % Marktanteil. Die Supermärkte des Konzerns in den USA firmieren unter anderem als Food Lion, Fresh direct, Giant und Hannaford. In Belgien ist Ahold Delhaize unter dem Namen Delhaize Marktführer, in den Niederlanden als Albert Heijn, in Portugal als Pingo Doce (über das Gemeinschaftsunternehmen JMR, Gestão de Empresas de Retalho).
| Rang | Land               | Anzahl aller Filialen | aktive Vertriebslinien          | erstmaliges Marktauftreten |
| ---- | ------------------ | --------------------- | ------------------------------- | -------------------------- |
| 1    | Niederlande        | 2.433 ▲               | Albert Hejin, Etos              | 1887                       |
| 2    | Vereinigte Staaten | 1.542 ▲               | Food Lion, Stop and Shop, Giant | 1919                       |
| 3    | Belgien            | 962 ▲                 | Delhaize, Albert Hejin          | 1867                       |
| 4    | Rumänien           | 920 ▲                 | Mega Image                      | 1995                       |
| 5    | Griechenland       | 592 ▼                 | Alfa Beta, ENa                  | 1939                       |
| 6    | Serbien            | 468 ▲                 | Maxi, Tempo                     | 2000                       |
| 7    | Portugal           | 441 ▼                 | Pingo Doce                      | 1992                       |
| 8    | Tschechien         | 334 ▲                 | Albert                          | 1991                       |
| 9    | Indonesien         | 204 ▲                 | Super Indo                      | 1998                       |
| 10   | Luxemburg          | 33 ▼                  | Delhaize, Shop and Go           | 1902                       |